# Gouvernement autonome de Mongolie-Intérieure
1er mai 1947 – 2 décembre 1949
Entités précédentes :
- République de Chine

Entités suivantes :
- République populaire de Chine
- Région autonome de Mongolie-Intérieure

Le Gouvernement autonome de Mongolie-Intérieure (aujourd'hui région autonome de Mongolie-Intérieure), est un gouvernement fondé le 1er mai 1947, au sein de la république de Chine (1912-1949). Il fait suite à la fusion du Parti révolutionnaire du peuple de Mongolie-Intérieure et du parti communiste chinois en avril 1947, dans la guerre civile opposant le parti nationaliste chinois (Kuomintang) aux communistes.
La capitale y est Wangye miao (en raison du Temple Puhui (zh)), aujourd'hui Ulan Hot, signifiant ville rouge en mongol.
Lors de la déclaration de la république populaire de Chine, le 1er octobre 1949, la région autonome de Mongolie-Intérieure y est intégrée le 2 décembre 1949.